# Дюмустье, Этьен
Этьен Дюмустье (фр. Étienne II Dumonstier 1520 или 1540, Париж — 23 октября 1603, Париж) — французский рисовальщик и живописец, придворный художник королей из династии Валуа и Генриха IV Бурбона, представитель большой художественной семьи.
Согласно эпитафии на его захоронении в нефе церкви Сен-Жан-ан-Грев (церковь не сохранилась), «он был живописцем и ординарным камердинером (valet de chambre ordinaire) королей Генриха II, Франциска II, Карла IX, Генриха III, великой королевы Екатерины Медичи и нынешнего короля в течение пятидесяти и более лет до конца своего возраста. Это было 25 октября 1603 года, в возрасте шестидесяти трёх лет».

## Биография
Этьен Дюмустье родился в Париже в 1520 или в 1540 году и был старшим сыном художника Жоффруа Дюмустье, братом Пьера и Косма II Дюмустье. Вероятно, учился живописи у отца и Франсуа Клуэ. Его имя появляется в первый раз в документах на выплату жалования королём Карлом IX в 1568 году. Сумма жалования 400 ливров — почти в два раза больше, чем у Франсуа Клуэ, несмотря на молодость художника. Сохранились и другие документы на выплаты Этьену Дюмустье королевского жалования.
Известно, что в 1569—1570 году Этьен вместе с братом Пьером был направлен королевой Екатериной Медичи в Вену. Здесь они выполняли работы по заказам императорского двора Максимилиана II. Исследователи предполагают, что Этьен являлся доверенным лицом Екатерины Медичи в осуществлении дипломатических различных миссий.
Имел в Париже свой дом, исполнял обязанности valet du chambre, был придворным живописцем последних королей из династии Валуа и Генриха IV Бурбона. 1 апреля 1574 года он женился на Анне Линьер, от которой у него был сын, Жиль, родившийся в том же году по данным реестра церкви Сен-Жермен-л’Осеруа. После смерти супруги он вновь женился 29 января 1585 года на Мари Лесаж. Его сын от этого брака, родившийся в конце 1585 года, Пьер II, стал известным художником. Даниель Дюмустье — самый знаменитый в этой семье, возможно, был учеником Этьена, который приходился ему дядей. Известно, что 29 августа 1603 года, незадолго до смерти, Этьен Дюмустье проживал в Париже на Rue Des Quatre Fils. 27 сентября 1603 года он тяжело заболел. Скончался художник 23 октября 1603 года. Был погребён в церкви Сен-Жан-ан-Грев.

## Особенности творчества

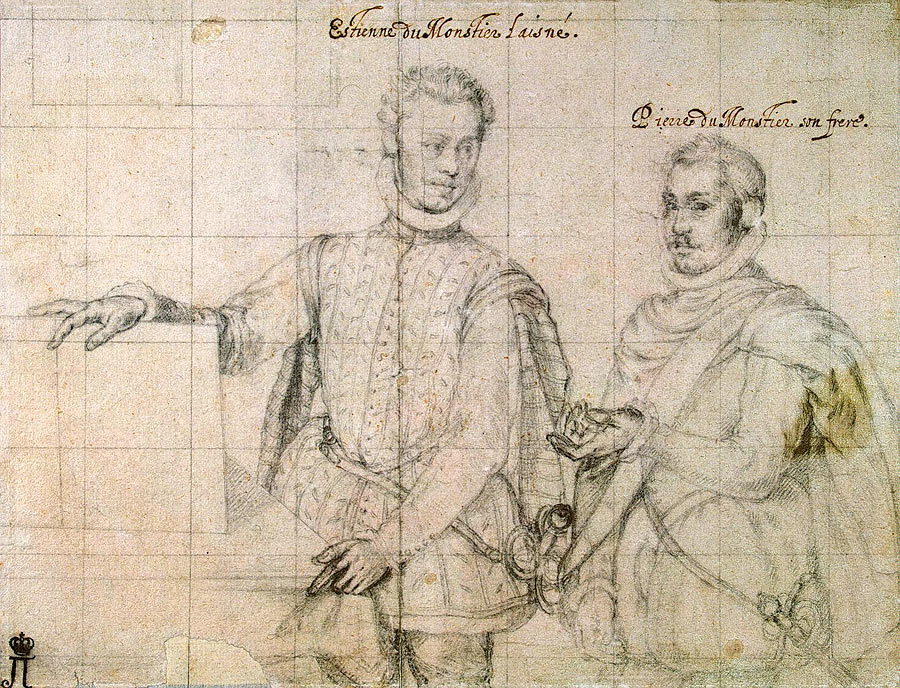
Пьер Дюмустье. Двойной портрет Этьена (в центре) и Пьера Дюмустье. Бумага, карандаш. Государственный Эрмитаж, Санкт-Петербург

Этьен Дюмустье не испытал творческих кризисов, потрясений, при жизни пользовался уважением и материальным достатком. Известно, что он был крупным торговцем произведениями искусства, владел значительной недвижимостью в столице.
Отличить работы Этьена Дюмустье от работ брата Пьера (и от работ мастерской Франсуа Клуэ) достаточно сложно. Братьев связывала духовная и творческая близость (что нельзя сказать о взаимоотношениях его с третьим братом Космом II Дюмустье). Неоднократно Пьер изображал своего брата. Принадлежат ему и двойные портреты Пьера и Этьена.
В своих портретах Этьен Дюмустье не стремился передать особенности характера своих героев. Художник устранялся от проявления эмоций, пытался быть максимально объективным в изображении персонажей. Портреты Этьена в композиционном отношении достаточно однообразны (обычно — погрудное изображение, трёхчетвертной поворот). Отсутствуют фон и аксессуары. Художник не льстит модели, не использует внешние эффекты. Король и слуга изображены с одинаковым вниманием, благородством и простотой.
Портреты Этьена Дюмустье пребывают вне времени, чуждые страстям и мимолётным движениям души, в ясном, спокойном духа. Присутствуют теплота и мягкость.

## Галерея

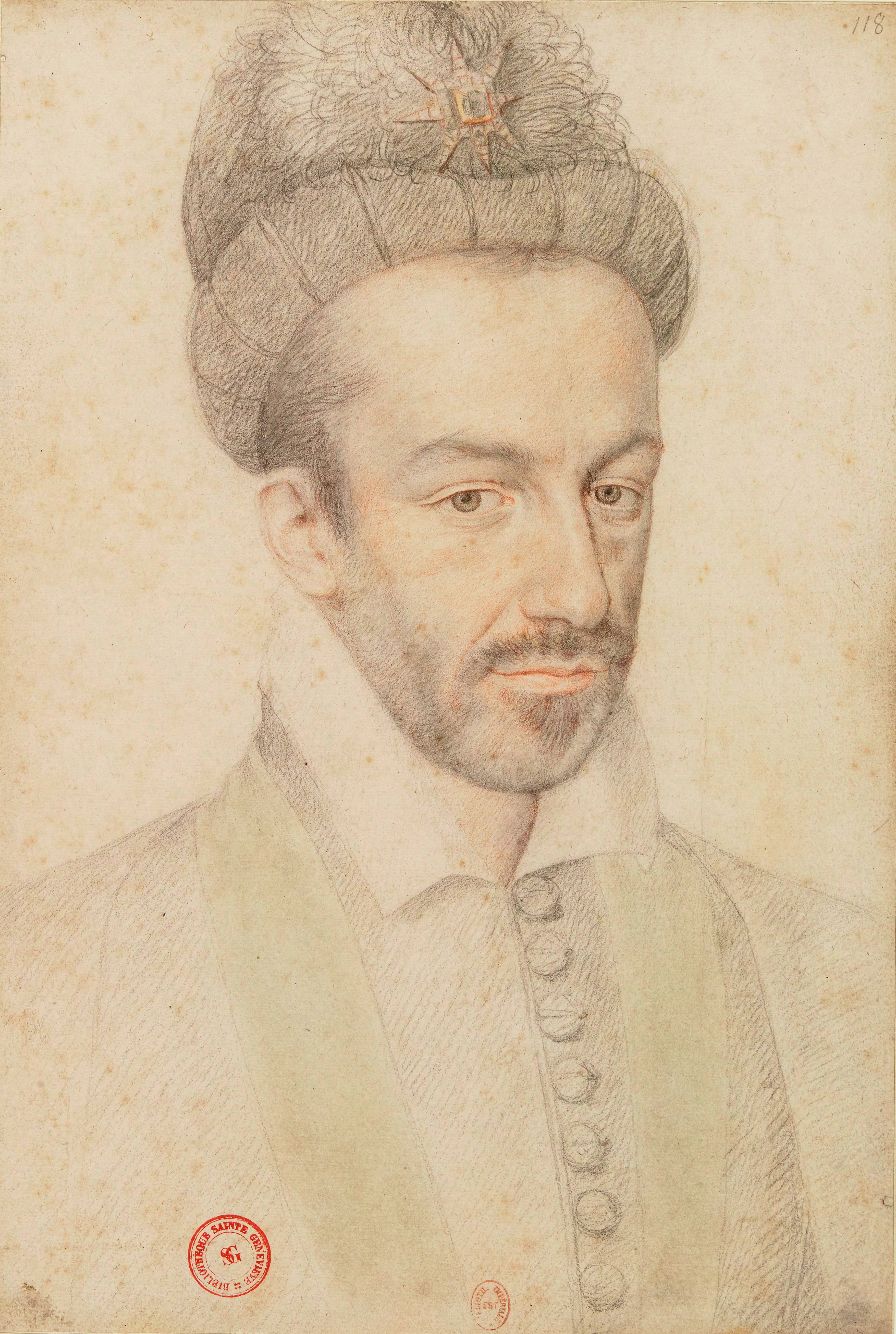
Портрет Генриха III. Ок. 1586. Бумага, уголь, сангина. Национальная библиотека Франции, Париж
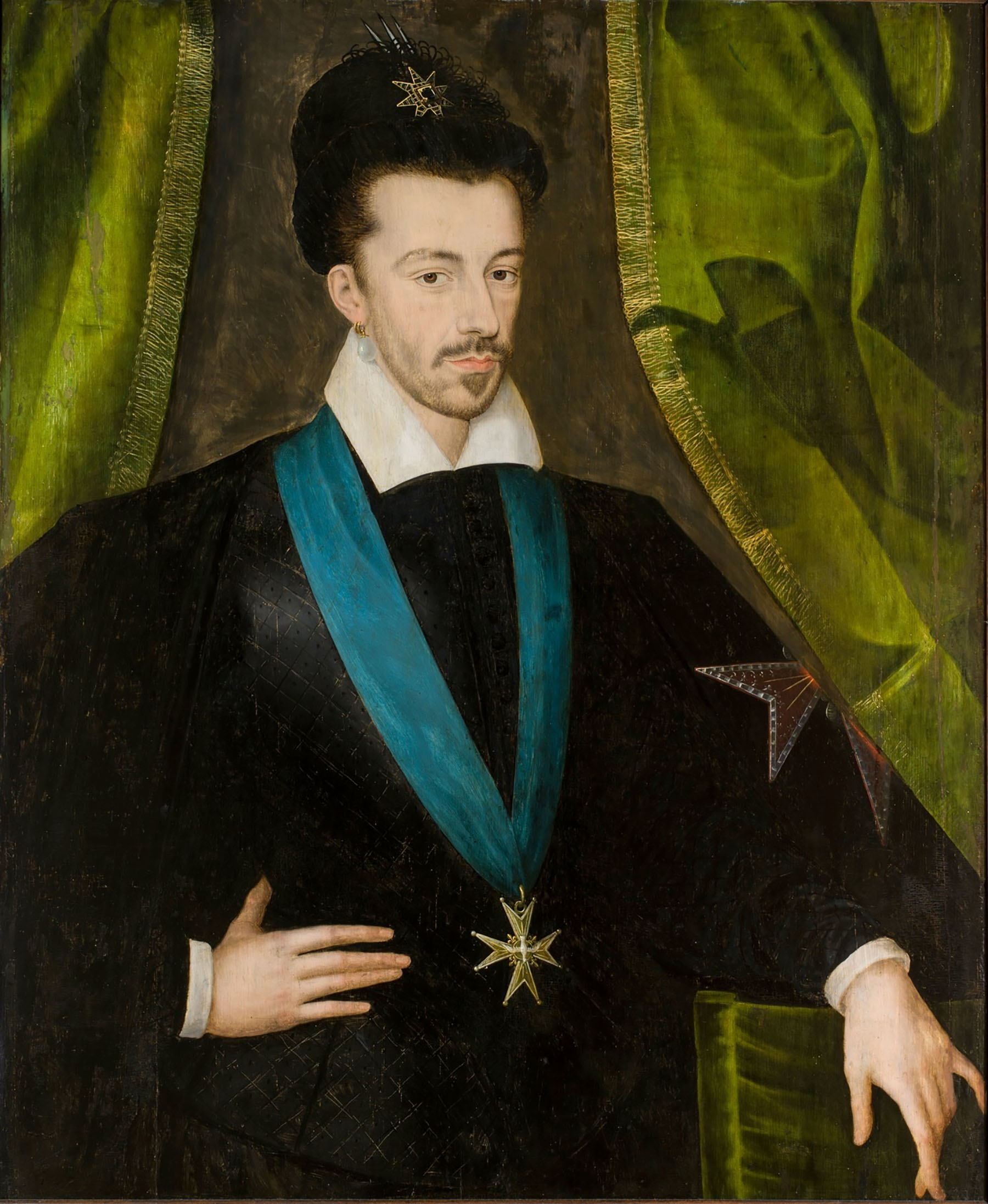
Портрет Генриха III Французского в польской шляпе. Между 1580 и 1586. Дерево, масло. Национальный музей, Познань
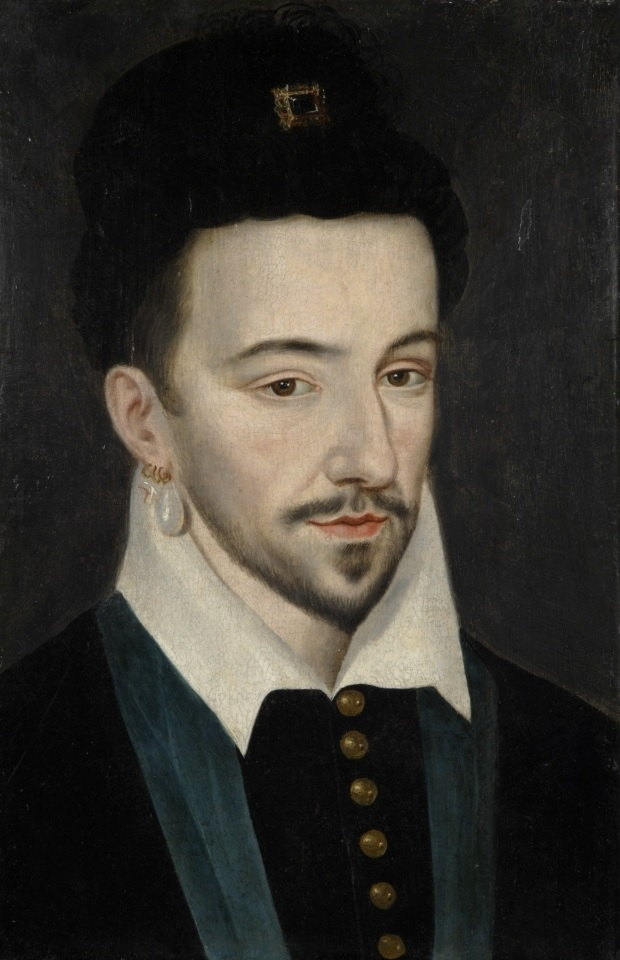
Портрет Генриха III Французского в польской шляпе. Между 1575 и 1581. Дерево, масло. Королевский замок на Вавеле, Краков
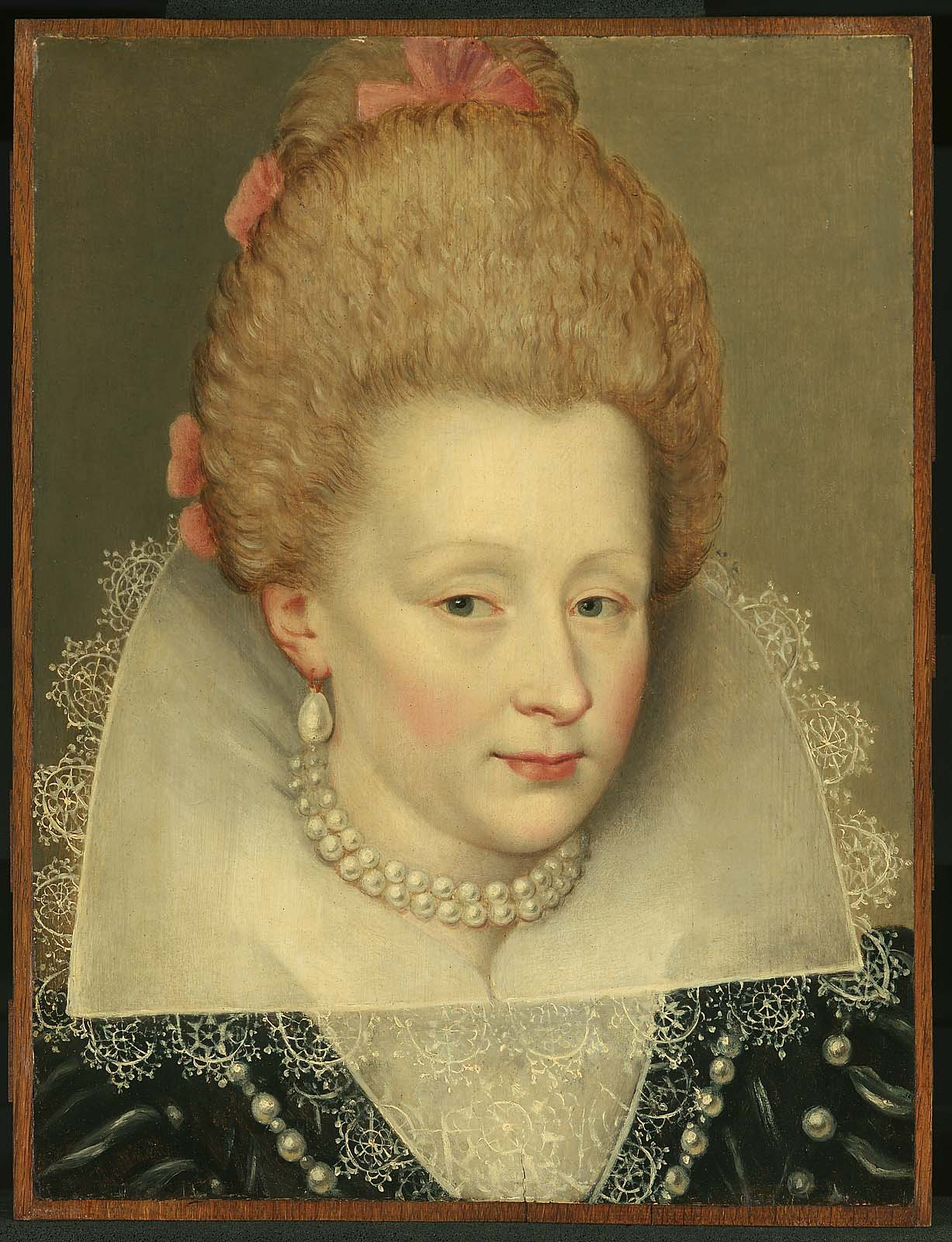
Портрет дамы. Бумага на дереве, пастель, темпера, масло. Музей изящных искусств, Бостон
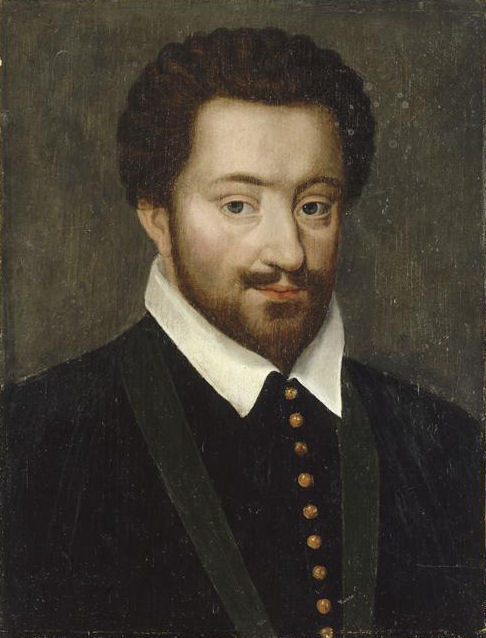
Портрет Шарля, герцога де Майенского. Ок. 1580. Дерево, масло. Версаль